# Haley Bennett
Haley Katharina Bennett (Naples (Florida), 7 januari 1988) is een Amerikaans actrice en zangeres.
Bennett werd geboren en groeide op in Florida. Nadat ze haar schooldiploma behaalde, verhuisde ze met haar moeder naar Los Angeles om carrière in de filmindustrie te maken. In 2007 volgde haar filmdebuut, met de rol als popzangeres Cora Corman in de romantische komedie Music and Lyrics (2007), waar Hugh Grant en Drew Barrymore de hoofdrollen in spelen. Bennett zong verschillende liedjes in de film.
Na haar rol in Music and Lyrics, tekende Bennett een contract met Warner Bros., die haar rollen in drie films aanbood. In oktober 2008 speelde ze haar eerste hoofdrol, in de horrorfilm The Haunting of Molly Hartley (2008). Hierin speelt ze tegenover Chace Crawford en AnnaLynne McCord.